# 古町 (新潟市)

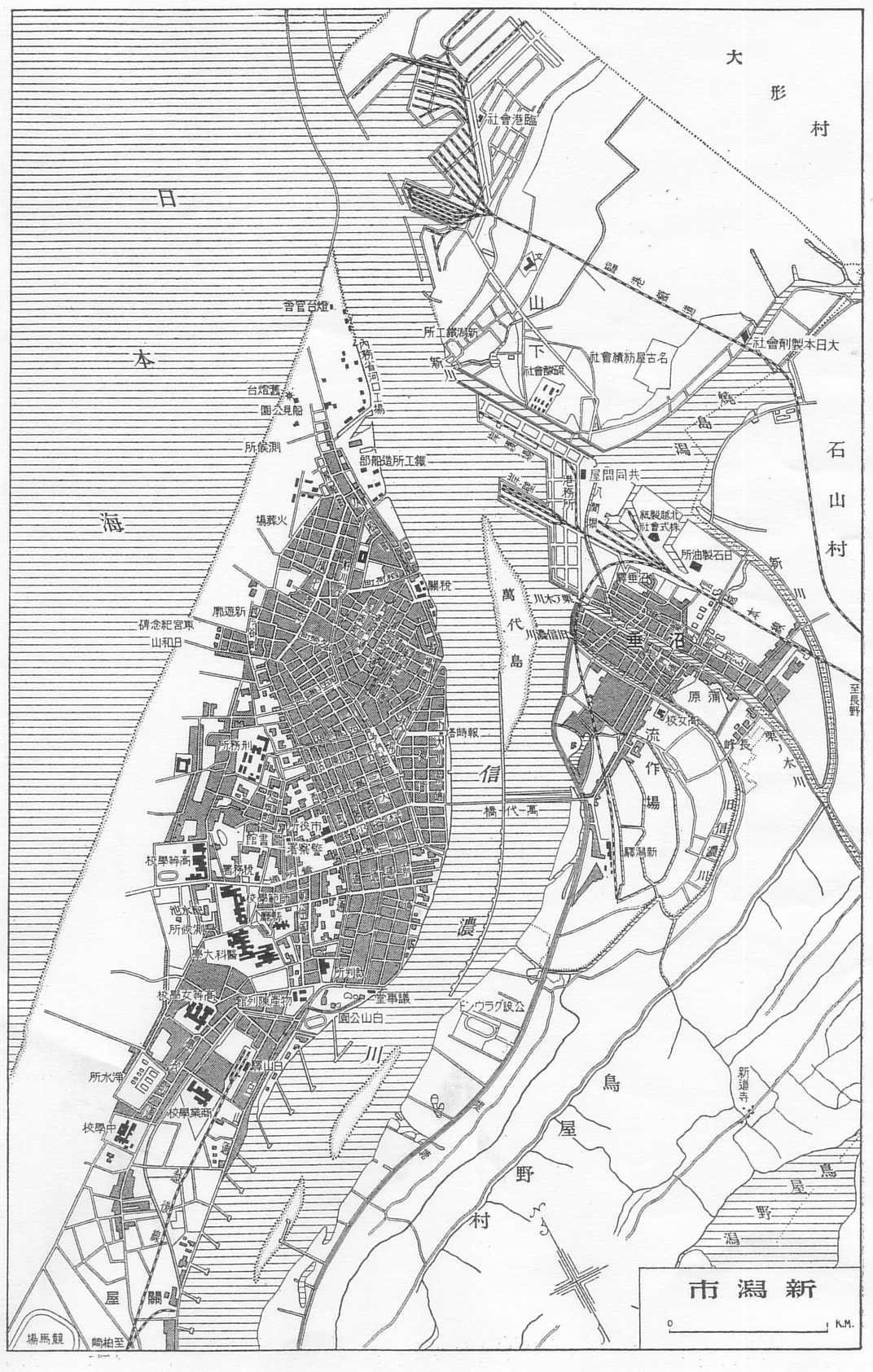
1930年頃（昭和初頭）の新潟市の地図。信濃川左岸側が旧新潟町の市街地となっている。

古町（ふるまち）は、新潟市中央区の新潟島中央部に位置する地域の名称であり、狭義には古町通の町名および商店街を、広義には本町や西堀周辺を含めた江戸時代から続く旧新潟町の市街地を指す。本記事では広義の古町地域（古町エリア）について述べる。

## 概要

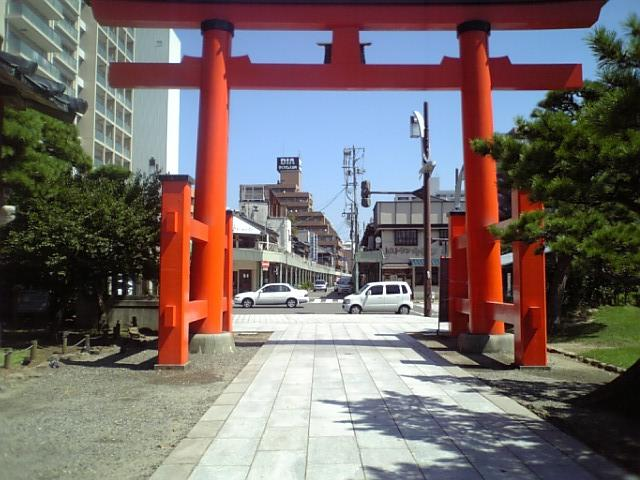
古町通り起点を白山公園より望む

「にいがた2km」と呼ばれる新潟市の都心軸（新潟駅前～万代～古町）に位置し、業務・物販・飲食などの複合的拠点となっている。
新潟島のなかで最も歴史の古いエリアであり、1655年（明暦元年）に築かれた、白山神社から日和山までの港町のまちなみの骨格が現在も残っている。かつては堀が張り巡っていた（詳細は#古町の掘割を参照）。街路は信濃川と平行な「通り」と呼ばれる道と、これに直交する「小路」と呼ばれる道からなる。例として、前者は西堀通、古町通、東堀通、本町通などが、後者は柾谷小路などが挙げられる。通り名に関する地図は#外部リンクを参照。
現代においては、柾谷小路周辺は第四北越銀行本店や都市銀行・日本銀行新潟支店、その他企業の本社・支店などが集積する金融街・ビジネス街、その北側（シモ側）は古町花街を中心とする繁華街・歓楽街、南側（カミ側）は若者向けのファッション・文化拠点としての性格を持つ。
商業面では、新潟市のもう一つの中心市街地である信濃川対岸の万代シテイ・新潟駅周辺エリアがモータリゼーションに対応した大型店舗やチェーン店、ブランド店を多く持つのに対し、古町は小規模な個人店が多数を占めており、商店街・ファッションストリート、飲食街としての性格が強い。上古町（カミフル）を中心に趣味性の強い個人店が多く出店していることも特徴である。
2008年策定の中心市街地活性化基本計画においては古町エリアの大部分が「古町地区」として3つの中心市街地（重点活性化地区）の一つとして位置づけられ、同年策定の新潟市都市計画基本方針（都市計画マスタープラン）においては、「古町・白山周辺地区」として都心の一つに位置づけられている。また、2018年に公表された「新潟都心の都市デザイン」においては「旧市街・開化ゾーン」に位置づけられている（これらの計画は#外部リンクから参照）。
当地名は「ふるまち」の「ふ」にアクセントが付く語頭が高いアクセント（共通語の「降る」と同じ）である。
いずれも住居表示未実施地域である（地番表示のままである）

## 地域

柾谷小路周辺の地図。赤く示した部分は全蓋式アーケード商店街または地下街。

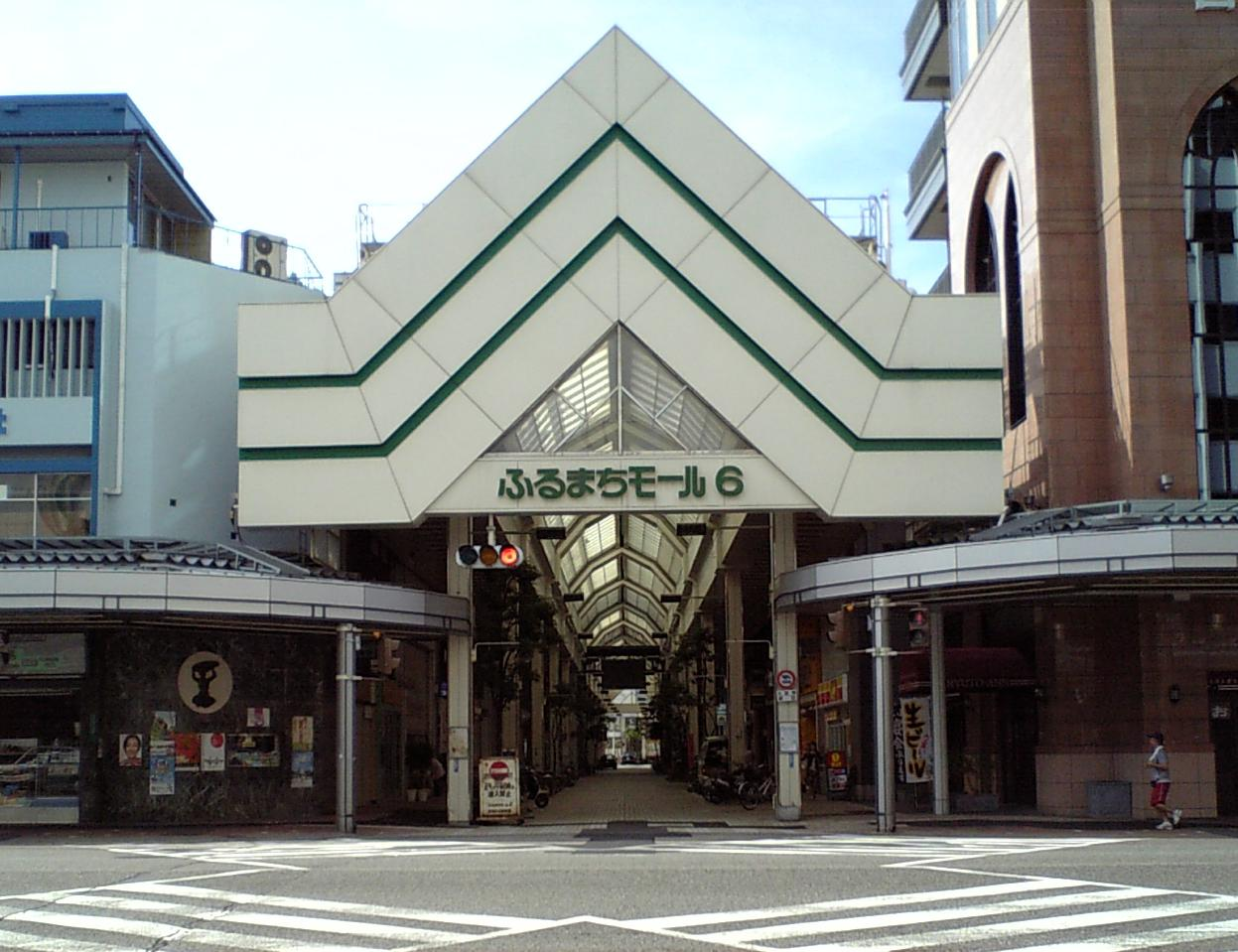
ふるまちモール6

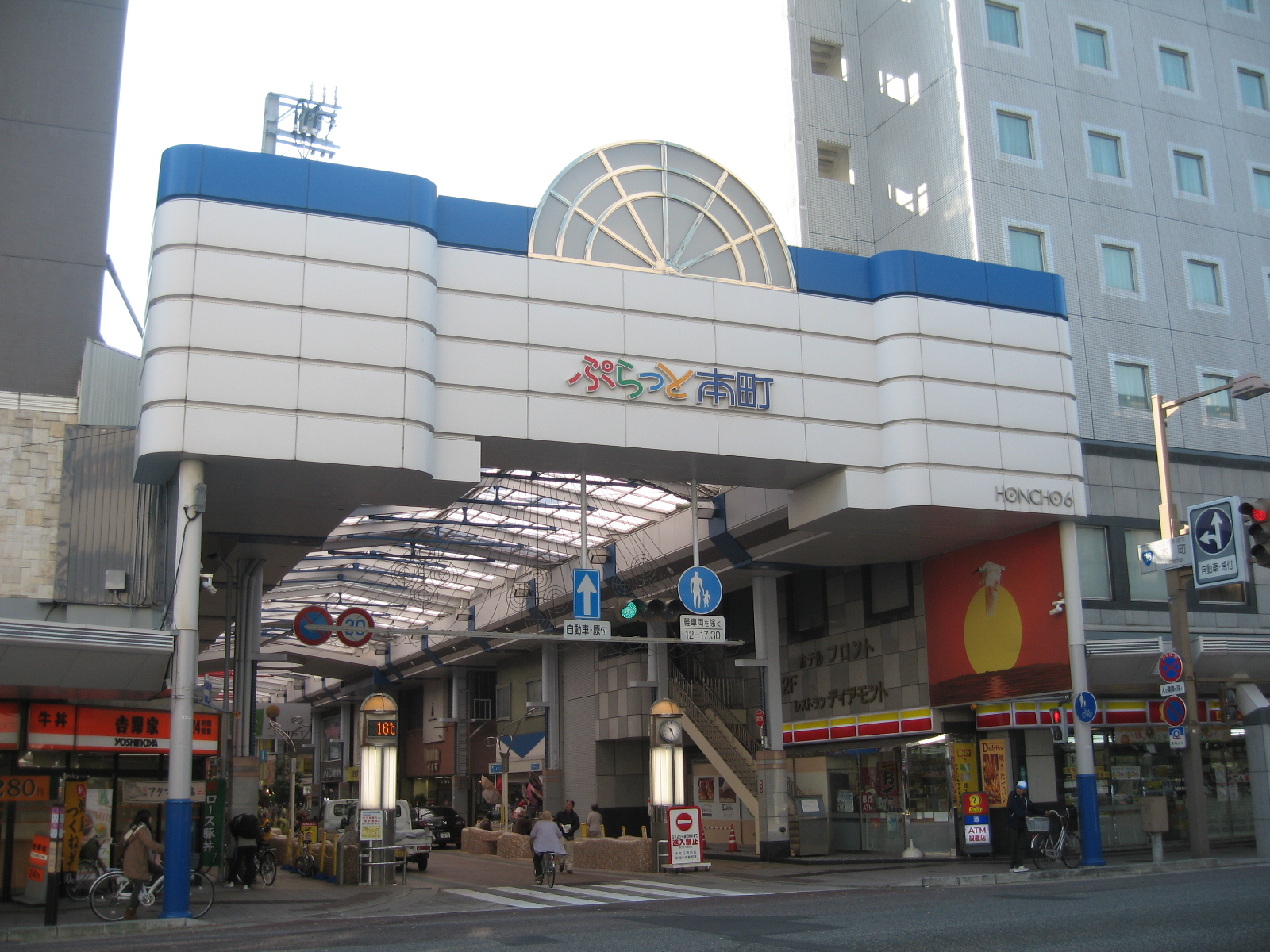
ぷらっと本町

西堀通 （にしぼりどおり）
1872年（明治5年）から現在までの町名で、新潟町の町域改編に伴い寺町通から改称。一番堀通町の白山神社付近を起点に南西から北東に伸びる寺町で、隣接街区と合わせて22カ寺が一列に並ぶ。柾谷小路周辺には展望台やオフィスが入居している超高層ビルNEXT21が立地している。西堀通の地下にはかつては地下街の西堀ローサも存在した。
西堀前通 （にしぼりまえどおり）
1872年（明治5年）から現在までの町名で、新潟町の町域改編に伴い寺町通から改称。一番堀通町の白山神社付近を起点に南西から北東に伸びる通りに沿って古くからの商店街がある。1番町から11番町まである。
古町通 （ふるまちどおり）
江戸期から現在までの町名。白山神社に繋がる古町通1番町から13番町まで続く商店街。1番町から4番町までは上古町(かみふるまち)、カミフルとも呼ばれ、5番町から7番町までの区間にはアーケード街ふるまちモールが広がっている。また、通り沿いには、ドカベンなど水島新司作品のキャラクターのブロンズ像が設置され、水島新司マンガストリートと呼ばれている。
東堀通 （ひがしぼりどおり）
1872年（明治5年）から現在までの町名で、新潟町の町域改編に伴い片原通・古洲崎町の一部から改称。信濃川河口付近左岸、古町通の東側を並行するように南北へ走る片側2車線の道路である。通りは上手の白山神社側を起点に1番町から13番町まである。
東堀前通 （ひがしぼりまえどおり）
1872年（明治5年）から現在までの町名で、新潟町の町域改編に伴い片原通の一部から改称。東堀通より信濃川寄りにあり、1番町から11番町まである。
本町通 （ほんちょうどおり）
江戸期から現在までの町名。本町は、この古町とは東堀通などを挟んで南側で並行する本町通を中心に商業地を構成している。古くから「市民の台所」と謳われる通り沿いには魚介類や農産物、日用品、衣類などを売る店舗が多数並び、本町通6番町のアーケード（ぷらっと本町）内を中心に露店も出される。CiiNA CiiNA 丸大新潟が所在するのはこの六番町である。
上大川前通 （かみおおかわまえどり）
1872年（明治5年）から現在までの町名で、新潟町の町域改編に大川前通から改称。信濃川河口付近左岸、本町通の東側を並行するように南北へ走る通り。かつては7番町から8番町にかけて新潟証券取引所、新潟中央銀行本店等が立地し、商工会議所や都市銀行の支店が立ち並ぶ新潟経済の中心地であった。
一番堀通町 （いちばんぼりどおりちょう）
1872年（明治5年）から現在までの町名で、神明横町が改称して成立。1936年（昭和11年）に昭和大橋上手埋立地を編入した。町名の由来は、一番堀に沿うことにちなむ。白山神社の所在地であり、区域の大半は白山公園で占められる。
学校町通 （がっこうちょうどおり）
1883年（明治16年）から現在までの町名で、新潟町の町域改編に学校通1番町から改称。町名は旧北陸道沿いに学校が集中することにちなむ。一番堀通町に隣接し、1番町から3番町まである。新潟市役所の所在地。
医学町通 （いがくちょうどおり）
1873年（明治6年）から現在までの町名で、1番町と2番町がある。町名は横三番町に開設された私立病院がこの地に移転したことによる。
横一番町 （よこいちばんちょう）
1872年（明治5年）から現在までの町名で、新潟町の町域改編に伴い丁持小路と曲師屋小路の一部から改称。
横六番町 （よころくばんちょう）
1872年（明治5年）から現在までの町名で、新潟町の町域改編に伴い甚九郎小路が改称して成立。

### 交差する小路
白山神社側（1番町側）から順に
- 一番堀通り（白山神社前）
- 丁持小路（2番町と3番町の間）
- 新川小路（3番町と4番町の間）
- 鍛冶小路（4番町と5番町の間）

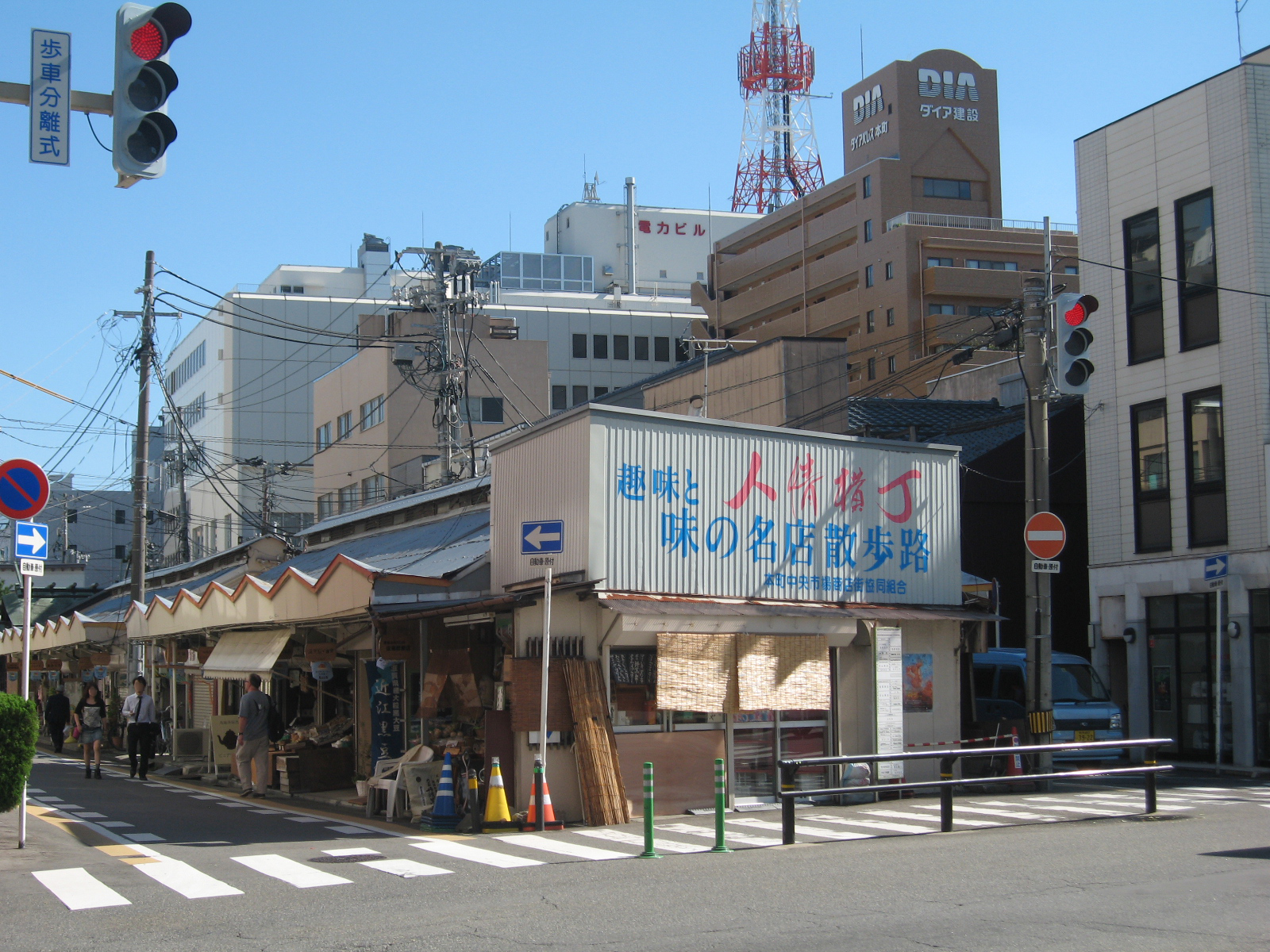
人情横丁

- 新津屋小路（5番町と6番町の間） - 人情横丁が位置する。
- 小原小路（6番町の中間地点）
- 柾谷小路（6番町と7番町の間）
- 新堀通り（7番町と8番町の間）
- 坂内小路（8番町と9番町の間）
- 広小路（9番町と10番町の間）…南へ行くと柳都大橋へ至る。
- 風間小路（10番町と11番町の間）
- 五菜堀（11番町と12番町の間）
- 東堀通り（お互いの13番町で合流し、横七番町通として更に信濃川河口地区方面へつながる）

## 歴史

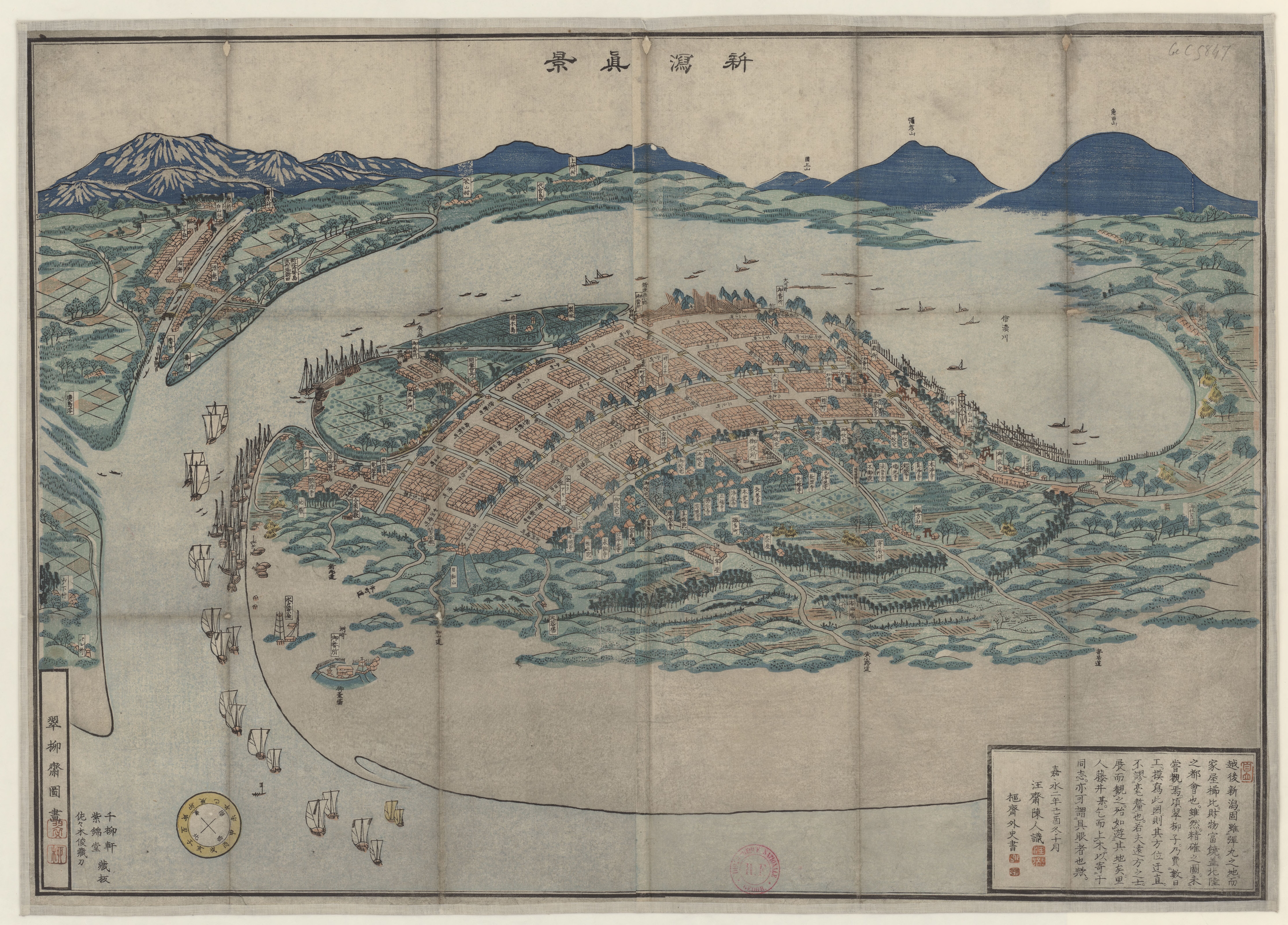
江戸時代末期の新潟町

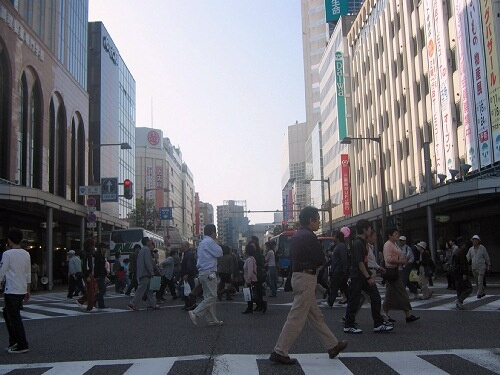
2000年代、大和が営業していた頃の古町十字路。

1655年（明暦元年）、新潟湊の「明暦の町建て/移転」により現在のまちなみの骨格が誕生した。市内の堀が整備され新潟港に北前船が寄港するようになると一帯は発展を遂げ、十返舎一九による『東海道中膝栗毛』の中では「新潟越後じゃあんめいし八百よこせとすさまじい」と書かれている。
1908年（明治41年）9月4日、古町で大火があり2122戸が焼失。その後、近代に入り、新潟市の市街地が大きく拡大するなかでも、新潟随一の繁華街として機能しつづけ、大正期には映画館が立て続けにオープンした。昭和初期には万代百貨店（後の大和新潟店）、小林百貨店（後の新潟三越）がオープンした。
しかし新潟駅は対岸の信濃川右岸側に開業し、その後も古町には鉄道が通らなかった（新潟交通電車線を延伸する計画があったが頓挫）。やがて鉄道沿線地域の都市開発や、高規格道路開発が進んでいき、都市機能を万代など他の地域に徐々に譲っていった。
新潟島の人口は1965年の約13万人から2005年には約6万人に半減、商業施設の閉店や撤退が続いている。後述のように2010年に新潟大和、2020年に新潟三越が閉店したことで、古町地区の百貨店はゼロとなり、市内の百貨店は万代地区の新潟伊勢丹のみとなった。

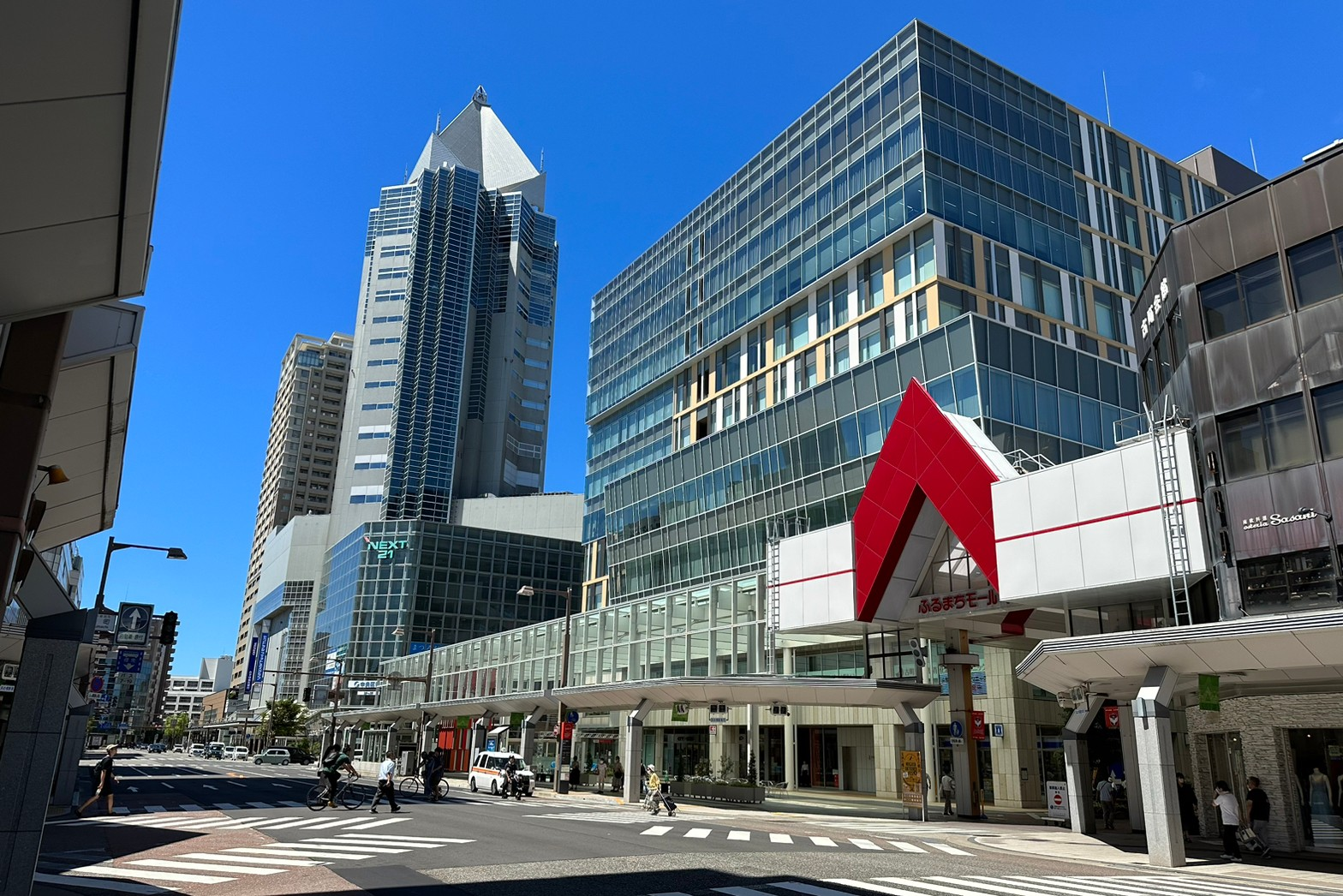
市役所ふるまち庁舎が入る古町ルフルと区役所が入るNEXT21（2023年8月）

### 現代
1960年代以前
坂口安吾曰く「新潟には男の子と杉の木は育たない」という自負のあるほど古来遊ぶ町として栄えた旧新潟市域は、柾谷小路を挟んで小林百貨店、大和の2大百貨店を中心に県下最大級の繁華街として知られてきた。
空襲被害はごく軽微だった新潟市だが1955年の昭和新潟大火により、5番町から7番町にかけてがほぼ焼失。当時は木造の建造物が圧倒的に多く、残ったのは大和などごく一部であった。これを機に焼失地域の再建が始まり、1964年の新潟国体を控え、商店街を挙げて大会を盛り上げようと意気が上がり、成功に終わった。しかしその直後に起きた新潟地震によって、またしても古町界隈も大きな被害を受けた。
1970年代
それでも新潟地震後の復興は早く、古町周辺も早々と活況を呈し、再び市内唯一の繁華街としての地位につく。それを後押ししたのが相次ぐデパートや総合スーパーなどの出店だった。まず1969年には隣接する東堀通りに長崎屋、1970年にはその隣りにイチムラ百貨店、古町に緑屋（月賦百貨店）などの百貨店が相次いで開店した。同年には7番町にアーケードが完成している。更に映画館も古町松竹、東堀東映の2大映画館だけだったが、1970年に雑居ビル的な要素も兼ねた新潟宝塚会館が東堀に開館。東宝系の映画が見られるようになった。
1972年には大和や山下家具店の店舗増床、更に1976年のカミーノ古町開店などで大型店全盛の時代を迎えた。また、当時の新潟交通のバス路線網で郊外線の終着点が古町（降車場は三越前など数か所ある）だったこともあり、新潟市民の足は古町に向かうようになる。
1980年代～1990年代
しかし1973年から始まったダイエー出店を前面に押し出した万代シテイの開発拡大により、1979年にはダイエー新潟店が全国のダイエー店舗の中で売上高トップの座につく。そして1984年に万代シテイでは初の百貨店出店となった新潟伊勢丹がオープンし、それと相反して古町の繁栄にも陰りが見え始める。既に1976年には小林百貨店が宮城県仙台市の藤崎と業務提携を経て、1978年には三越傘下に入り、1980年に新潟三越としてリニューアルするなど変化の兆しがあった。しかし1981年にイチムラ百貨店、長崎屋が閉店した。イチムラはのちにかに道楽などが入ったファッションビル「新潟WITH」としてリニューアルした。1990年にはミドリヤも閉店となった。
1980年代前後には佐渡汽船ターミナルや新潟県庁、新潟大学、新潟日報社など新潟島に多くの人を集めていた機関・企業・施設が相次いで島外へ移転。新潟大学の前身新潟医科大学の教授工藤得安は「大学を新潟島から郊外に移すと町は必ず衰退する」と警鐘を鳴らしていたが、1982年には大半の設備が五十嵐浜への移転を完了し、中心部にあるのは医学部・歯学部と付属病院などの一部のみとなった。
現在NEXT21が建つ場所には元々新潟奉行所→新潟県庁舎→新潟市役所が立地し、江戸時代から一貫して新潟の行政の中心地となっていたが、1989年に市役所が移転し古町は行政の拠点としての機能を失った。
そしてかつては県下で最も地価の高い地点とされた大和百貨店前は、やがて新潟駅前にその地位を譲り、1990年代初頭には大和前の柾谷小路交差点（通称：古町十字路）は通行量の面でも下降が顕著になる。1994年には西堀にラフォーレ原宿有する超高層ビルNEXT21が開業し、客足の呼び戻しが期待されたが、対岸でもビルボードプレイス、デッキィ401が開業し競合した。さらに郊外では人々は無料で駐車できる駐車場を求め、郊外型大型店へ移っていった。こうして、週末に広域から幅広い年代の人を集める大規模商業地としての役割を他地域に譲っていった。
2000年代
2000年代に入ると新潟証券取引所が閉鎖、カミーノ古町が閉店。更に2001年・2002年には東映、松竹の映画館も姿を消し、2007年の新潟宝塚会館の閉館により成人向けの映劇大要（2019年8月閉館）を除き古町界隈から映画館は無くなった。
こうした旧来からの商業機能の縮小が続く一方で新たな都市機能も加わった。カミーノ古町の建物には専門学校グループのNSGが進出し、系列の専門学校が複数入ったNSGスクエアとなった。また、大和の向かいにあった三井住友銀行新潟支店が旧さくら銀行と旧住友銀行の支店統一化により新潟駅前に統一されて建物だけが2年ほど残っていたが、NSGは跡地に国際調理製菓専門学校を建設、2005年に8階建ての校舎が竣工した。更に本町にも新潟中央銀行跡地に新潟国際情報大学のキャンパスが進出した。また、2004年12月に営業終了した三越前の飲食店ビル・越路会館も、2006年10月にファッションとグルメをメインテナントにするCo-C.G.ビルに生まれ変わった。
2008年に入ると柳都大橋からの延伸道路が東堀通りまで開通し、更に同年7月24日から並行する西堀通りと東堀通りが42年ぶりに一方通行規制を解除され、これによって人や車の流れに変化が出た。
2009年6月には、NEXT21の隣（西堀通6番町地区）に、高さ111m、地上29階建ての、商業施設と住宅が入居する複合型高層ビル「グランドメゾン西堀通タワー」が完成した。
2010年代

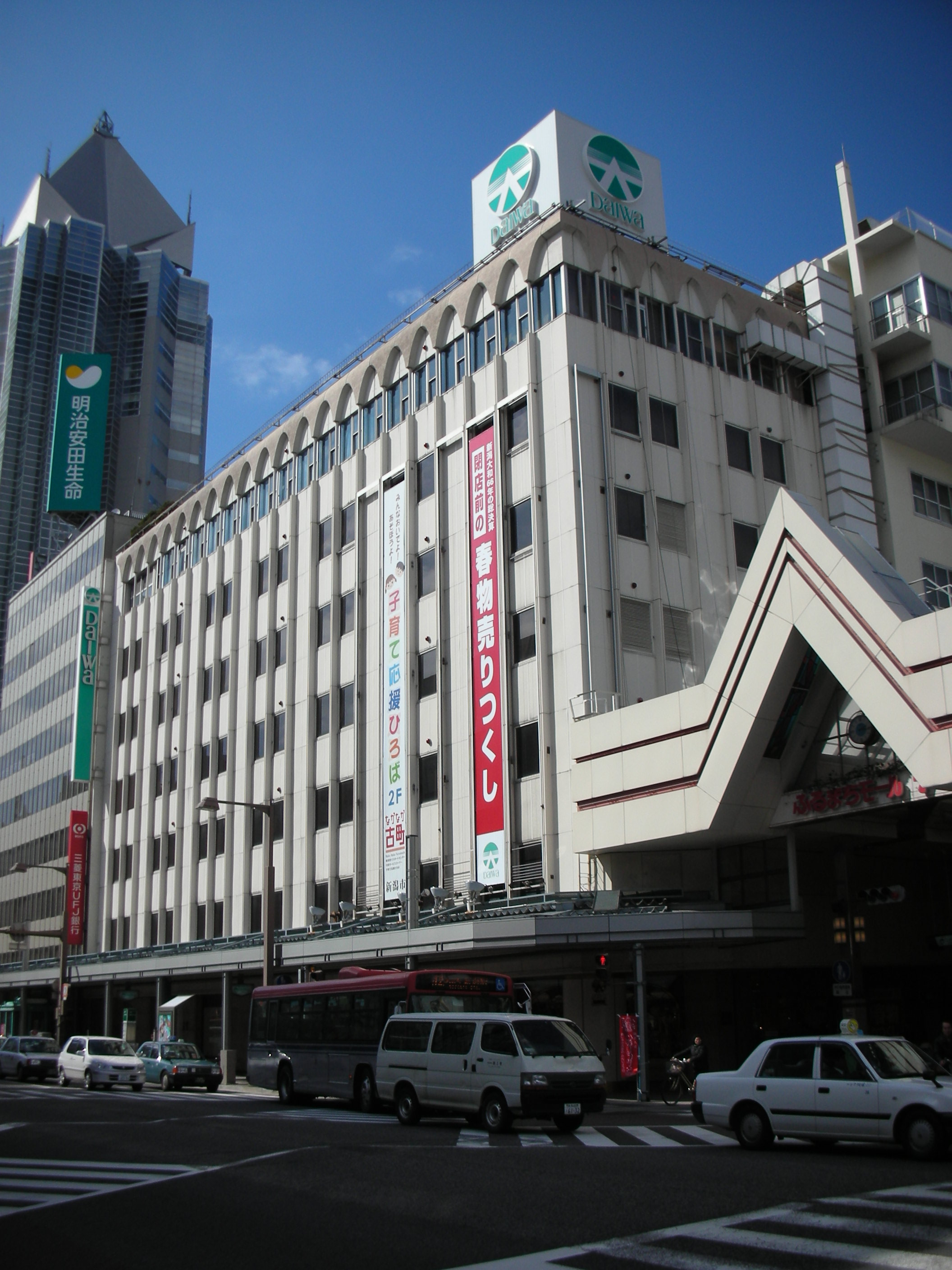
閉店前の大和新潟店

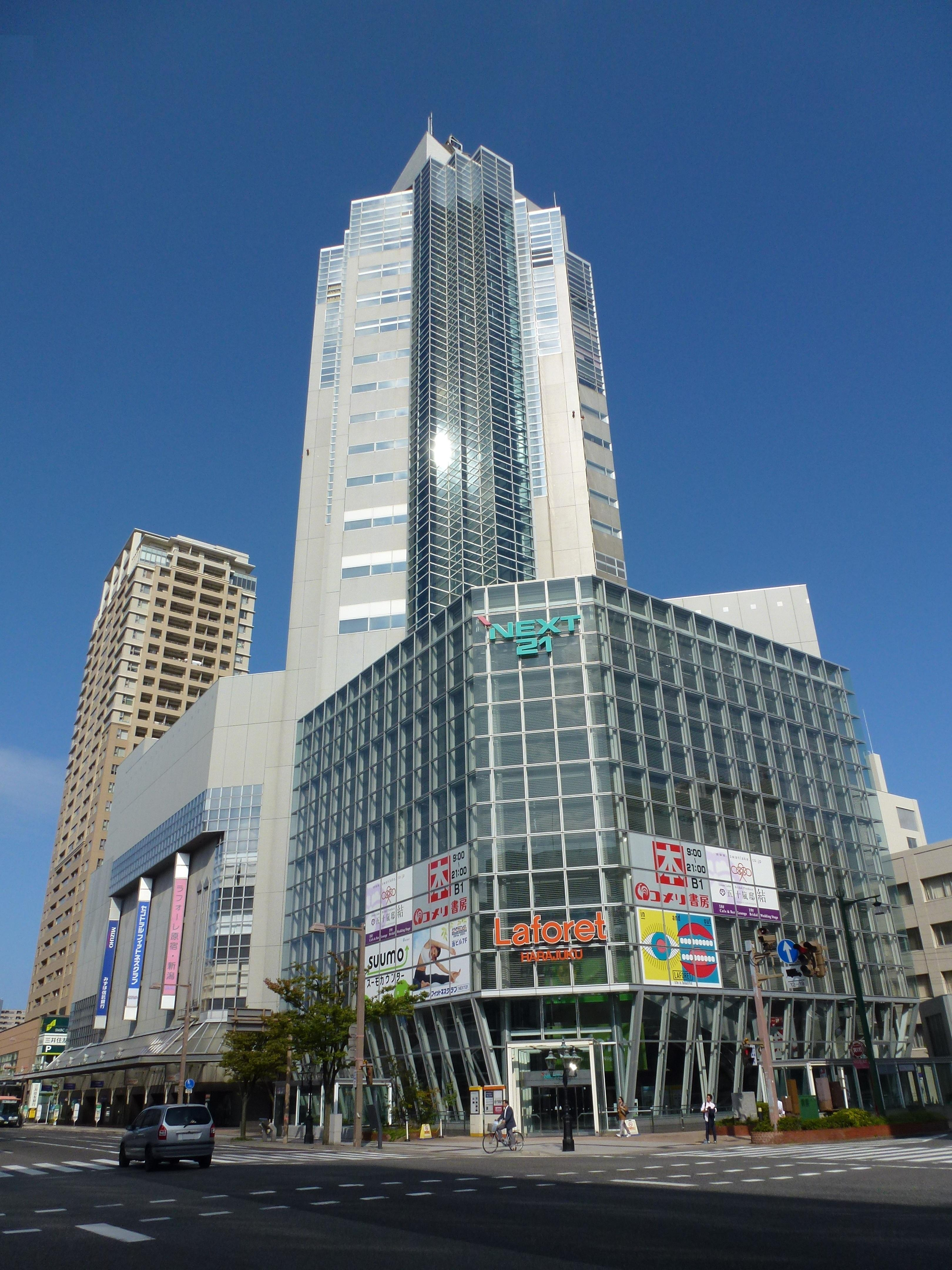
ラフォーレ原宿が入っていた頃のNEXT21

縮小しつつも大規模商業施設の残る古町であったが、大和百貨店が2010年夏に閉店（新潟県内の大和の店舗は全て閉店）。これと前後して同じく古町十字路に面していた北光社書店が同年1月31日に閉店。同年秋には、かに道楽とともにWITHビルが閉館。さらに2016年にはラフォーレ原宿・新潟が閉店した。西堀ローサの売上も長期低迷に陥った。
このように大和を皮切りに大規模商業施設の閉店が相次いだことで、古町十字路の歩行者通行量はますます減った（詳細は新潟大和も参照）。2010年に約77,314人あった古町地区歩行者通行量は、平成末期には5万人台に減った。また、古町の伝統建築は分散して立地しており、同じ旧花街でも京都市や金沢市のように訪日観光客向きの統一感ある和風建築ストリートを作ることができず、インバウンドブームの恩恵も受けなかった。そして2015年の新潟交通萬代橋ライン開業による路線網整理によって、古町を経由する路線は減少した。

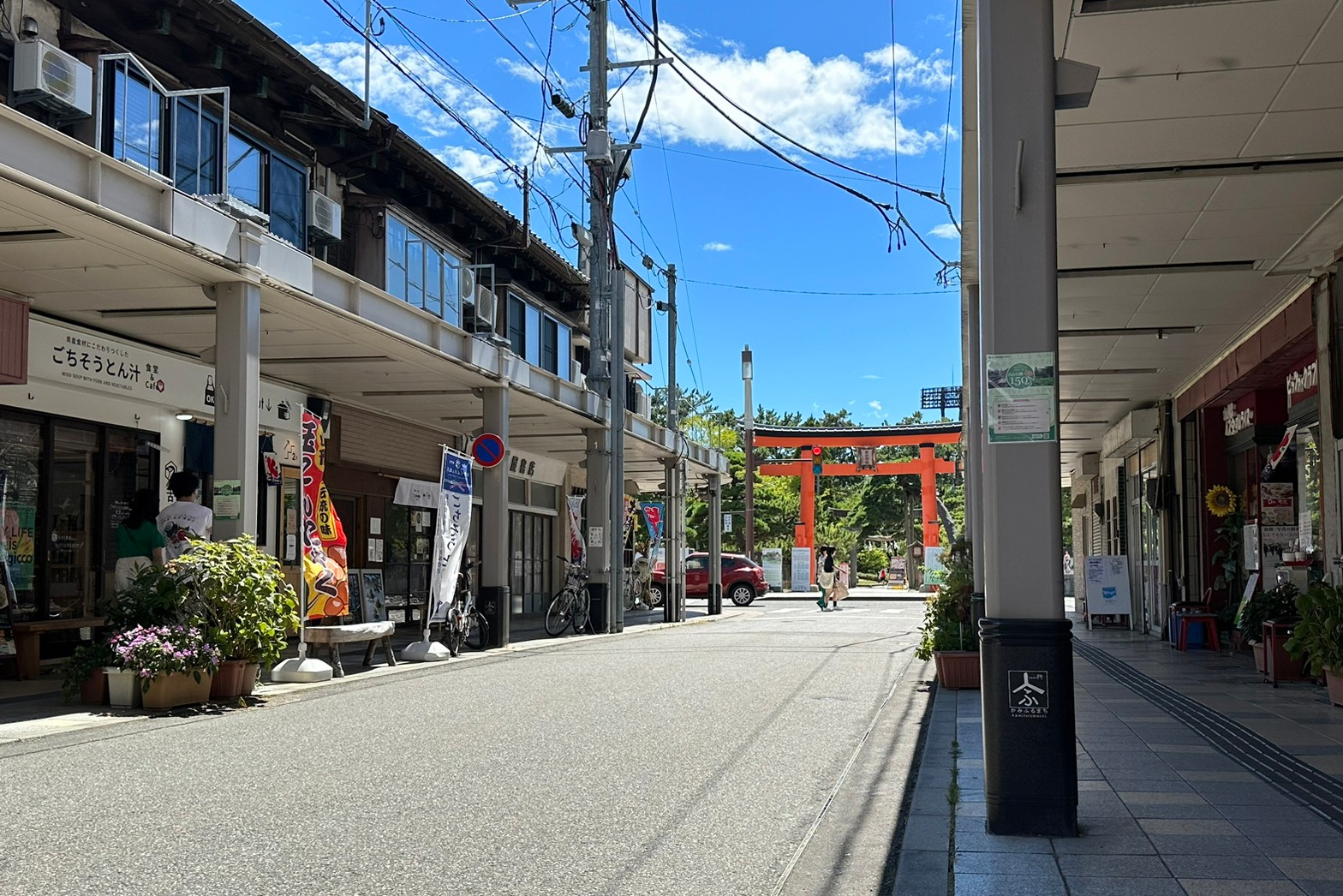
リノベーションが進む上古町商店街カミフル（2023年8月）

一方で、若者主導のリノベーションの動きも進み、特に上古町商店街（カミフル）は2008年から2010年にかけて空き店舗を22店舗から5店舗に減らし歩行者通行量を増加させるなど、同じく新潟市内に位置する沼垂テラス商店街とともに商店街再生事例として注目を受けた。前述の行政機能の回帰や都心部の分譲マンションの相次ぐ建設 などを含め、都心機能の役割が変化。2017年に中央区役所がNEXT21内に移転、2020年には「古町ルフル」ならびに市役所ふるまち庁舎をオープンさせるなど、行政機能の都心回帰の動きが見られた。
2010年代後半、新潟県は暴力団排除条例に基づき、古町一帯を暴力団排除特別強化地域に指定。暴力団員等によるみかじめ料の要求も飲食業者などからの支払い等を禁止し、違反した場合には双方に罰則を科すこととした。
2020年代

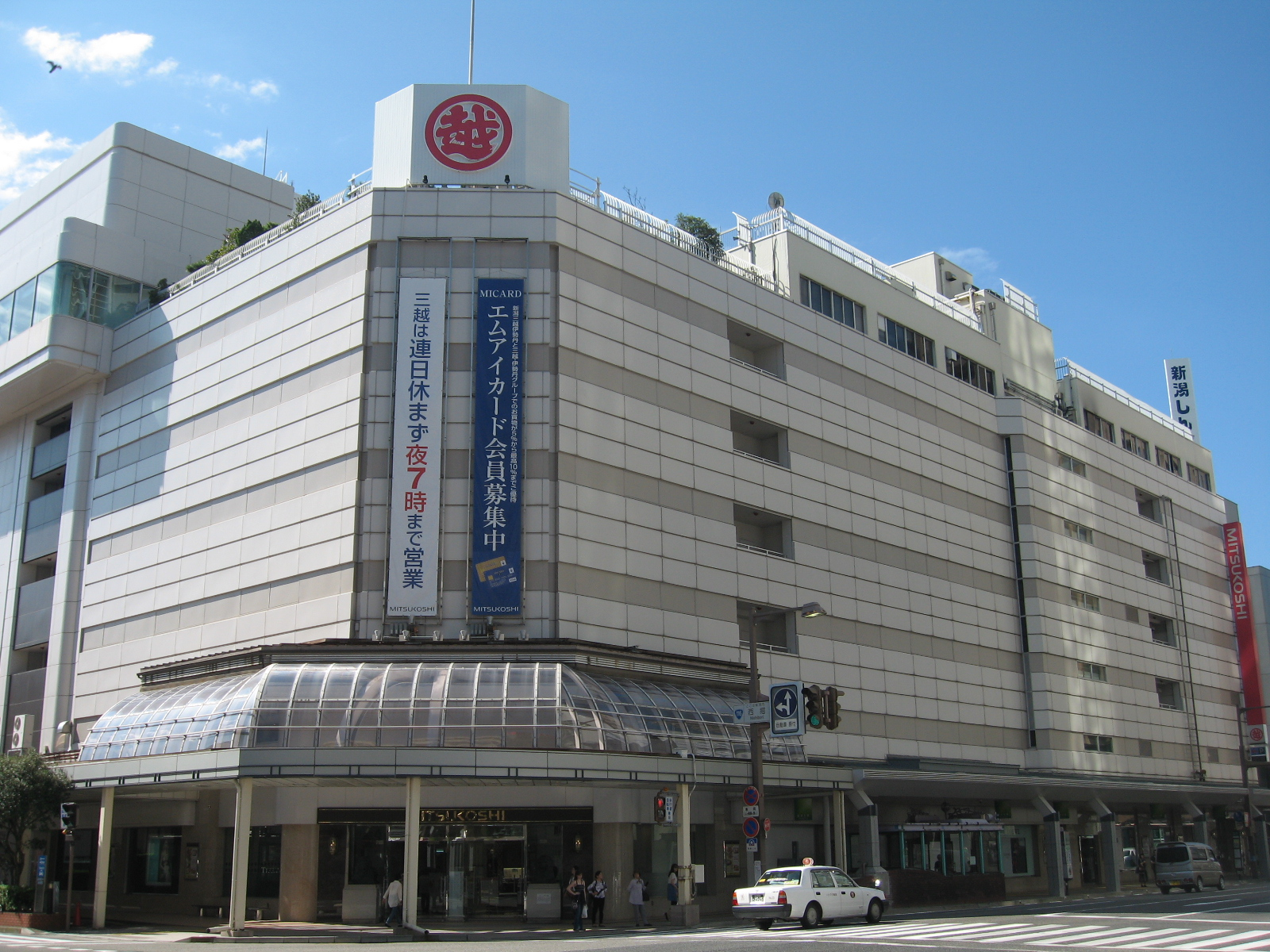
閉店前の新潟三越

2020年3月、新潟三越が閉店。昭和初期から100年以上続いた古町の百貨店の歴史に幕が下ろされた。2020年4月、大和跡地に古町ルフルが開業。
2020年12月、新潟市は「にいがた2km」の愛称を発表し、新潟駅周辺～古町エリア2kmの開発を推進するとした。
2025年1月、イトーヨーカドー丸大がCiiNA CiiNA 丸大新潟への転換のため一時閉店（イトーヨーカドー新潟県完全撤退）。2月、清水フードセンター西堀店がイオンスタイル白山浦への移転・転換のため閉店。
2025年3月31日、西堀ローサの全店舗が営業終了。
2029年以降に新潟三越跡地に150m複合ビル竣工予定。

### 古町の掘割
近世に湊町として発展した市街地には水運を活かすための堀が広く整備され、1960年代半ばまで残っていた。現在でも通り名に「西堀通」「東堀通」「一番堀通」など「堀」の名が残っている。
1655年（明暦元年）の街並み整備の際に寺町堀（のちの西堀）・片原堀（のちの東堀）・白山堀（のちの一番堀）・新津屋小路堀（のちの二番堀）・広小路堀（のちの四番堀）・御祭堀（のちの五番堀）が整備され、数年後に新堀（のちの三番堀）が整備された。明治・大正期に入ると信濃川中洲方向への市街地拡大などに合わせて新たな堀が整備されてネットワークが拡大していった。
しかし陸運の発展が進み、1928年（昭和3年）、都市計画の街路網決定の際に東堀を埋め立てて道路とする計画が浮上。議論の末いったん見送られたものの、1955年の昭和新潟大火の「新潟市火災復興土地区画整理事業」によって東堀と一番堀の埋立て・幹線道路化がなされた。
堀に関する課題としては陸運への対応のほか、平坦地ゆえの流れの悪さがあった。この対策としては昭和初期からポンプ導入などが行われてきたが、1950年代後半、天然ガス採掘による地盤沈下の発生に伴い悪化。こうした状況から、1964年の新潟国体に向けて交通路の確保と街の衛生状態を改善する必要に迫られたことから、全ての堀の埋立てが決まり、西堀では大きな議論が巻き起こったものの、工事が実施され堀が消滅した。
現在、当時の姿をそのまま留めている場所は一箇所もないが、新潟市歴史博物館の敷地内には当時の堀と柳並木が復元されている。
堀の縁には柳の木が植えられていたことから、新潟市を柳都（りゅうと）と呼び、新潟市の木が柳となる由縁になるなど、歴史が色濃く残されている。明治初期に新潟を訪れたイザベラ・バードのスケッチにも堀と柳の風景が残されている。
西堀においては堀割と柳並木の復活に向けた構想もあるが、先述の道路交通の問題もあって、市民の間では賛否両論ある。
- 新潟の堀と小路 - Google Map

### 年表
- 1655年（明暦元年） - 新潟町が寄居村と入れ替わるようにして移転。以後、新潟町の区域となり、中心地となる。[* 11]
- 1768年（明和5年） - 新潟明和騒動。
- 1880年（明治13年） - 新潟大火により多くの木造建築・擬洋風建築が焼失[33]。
- 1908年（明治41年） - 2度にわたり大火が起こる[34]。
- 1925年（大正14年） - 都市計画区域が認可される[35]。以後、道路網整備が進む[36]。
- 1937年（昭和12年）
  - 9月29日 - 万代百貨店が開業（のちの大和新潟店）[2]。
  - 9月30日 - 小林百貨店が開業[2]。
- 1955年（昭和30年） - 昭和新潟大火により大きな被害を受ける。
- 1976年（昭和51年）10月16日 - 西堀ローサが開業[2]。
- 1978年（昭和53年）3月10日 - 今町会館ビル火災発生。死者11人、軽症者2人[37]。
- 1980年（昭和55年） - 小林百貨店が新潟三越となる[2]。
- 1989年（平成元年） - 市役所が学校町通に移転。これにより、江戸時代より長きにわたって続いた行政の中心機能が古町から離れる[2]。
- 1993年（平成5年） - NEXT21が完成、翌年にグランドオープン。
- 2001年（平成13年）1月 - カミーノ古町が経営破綻により閉店。
- 2005年（平成17年） - 新潟古町演芸場がオープン[38]。明治屋新潟ストアーが閉店
- 2007年（平成19年） - 新潟宝塚会館閉館（現在、三井のリパーク（平面）となっている）[16]。
- 2010年（平成22年）
  - 1月31日 - 北光社書店が閉店。
  - 6月25日 - 大和新潟店が閉店[2]。
  - 9月30日 - ファッションビル新潟WITHがかに道楽新潟店とともに閉店。
- 2015年（平成27年）9月5日 - BRT萬代橋ラインが開業。
- 2016年（平成28年）1月31日 - ラフォーレ原宿・新潟が閉店[2]。
- 2017年（平成29年）8月14日 - NEXT21に中央区役所が移転開庁[2]。
- 2019年（令和元年）
  - 8月 - 本町食品センターが閉店[39]。
  - 10月24日 - 新潟市による「古町地区将来ビジョン懇談会」初会合[40]。
- 2020年（令和2年）
  - 3月22日 - 新潟三越が閉店[41]。
  - 市役所ふるまち庁舎が「古町ルフル」内に開庁[42]。
  - 3月 - 「古町地区将来ビジョン」策定[3]。
  - 5月 - 新潟古町演芸場が閉館[43]（2022年4月古町演芸場として再オープン[44]）。
- 2025年（令和7年）
  - 1月26日 - イトーヨーカ堂丸大新潟店閉店
  - 3月2日 - CiiNA CiiNA 丸大新潟先行オープン[45]
  - 3月31日 - 西堀ローサ閉業[46]

## 主な施設

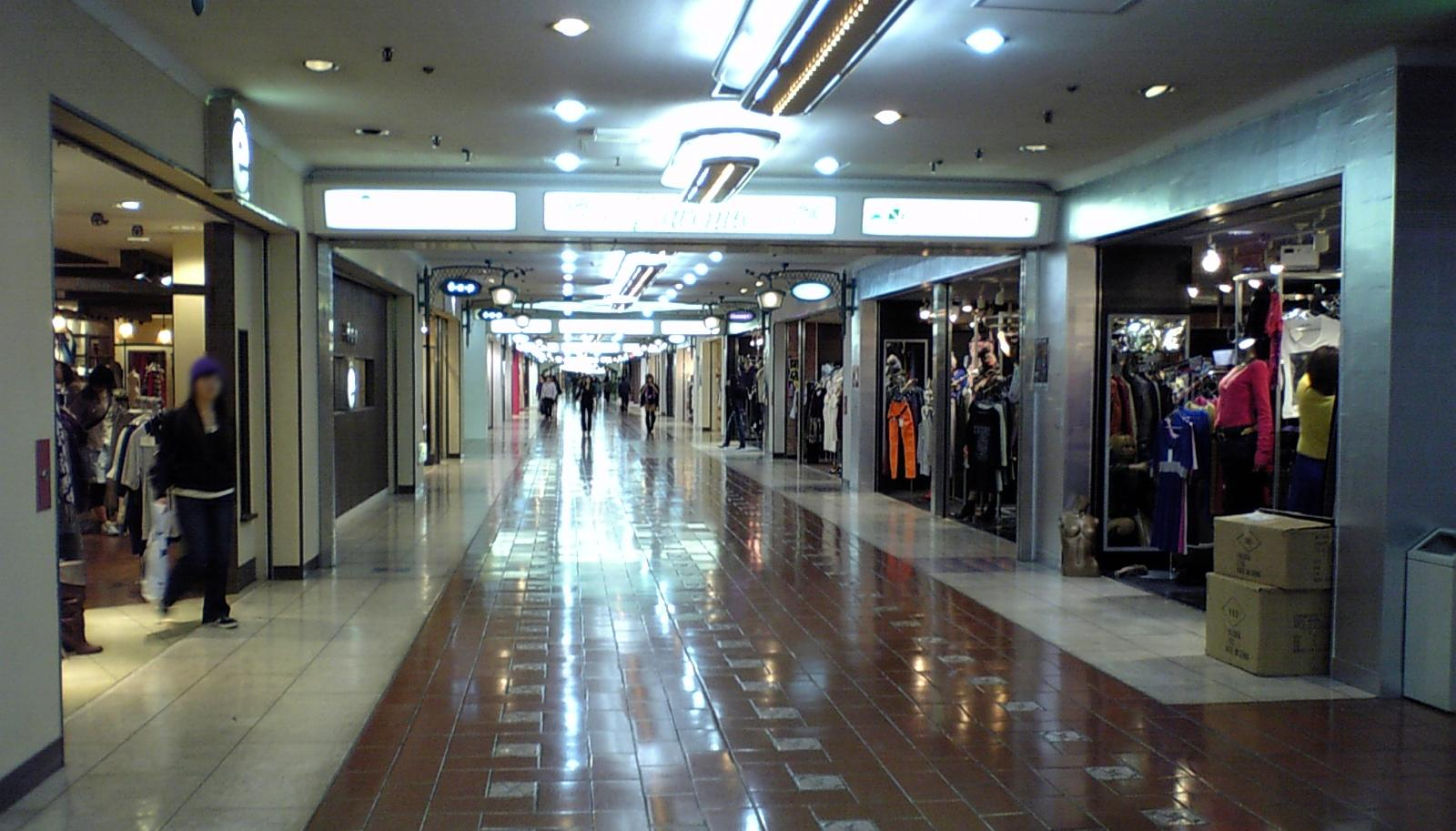
地下街「西堀ローサ」

西堀通・西堀前通
- NEXT21（超高層ビル）
2F - 5Fには新潟市中央区役所が入居
- Co-C.G.
- ホテルイタリア軒
- 三井住友銀行

古町通
- 古町ルフル（旧大和新潟店跡地の再開発ビル）

　新潟市役所ふるまち庁舎
　三菱UFJ銀行新潟支店
　大光銀行新潟支店
- 山下家具店 THE SHOPPING.
- 新潟市マンガの家
- 水島新司マンガストリート
- 萬松堂 本店
- 6ビジョン（街頭大型ビジョン）
- 古町演芸場

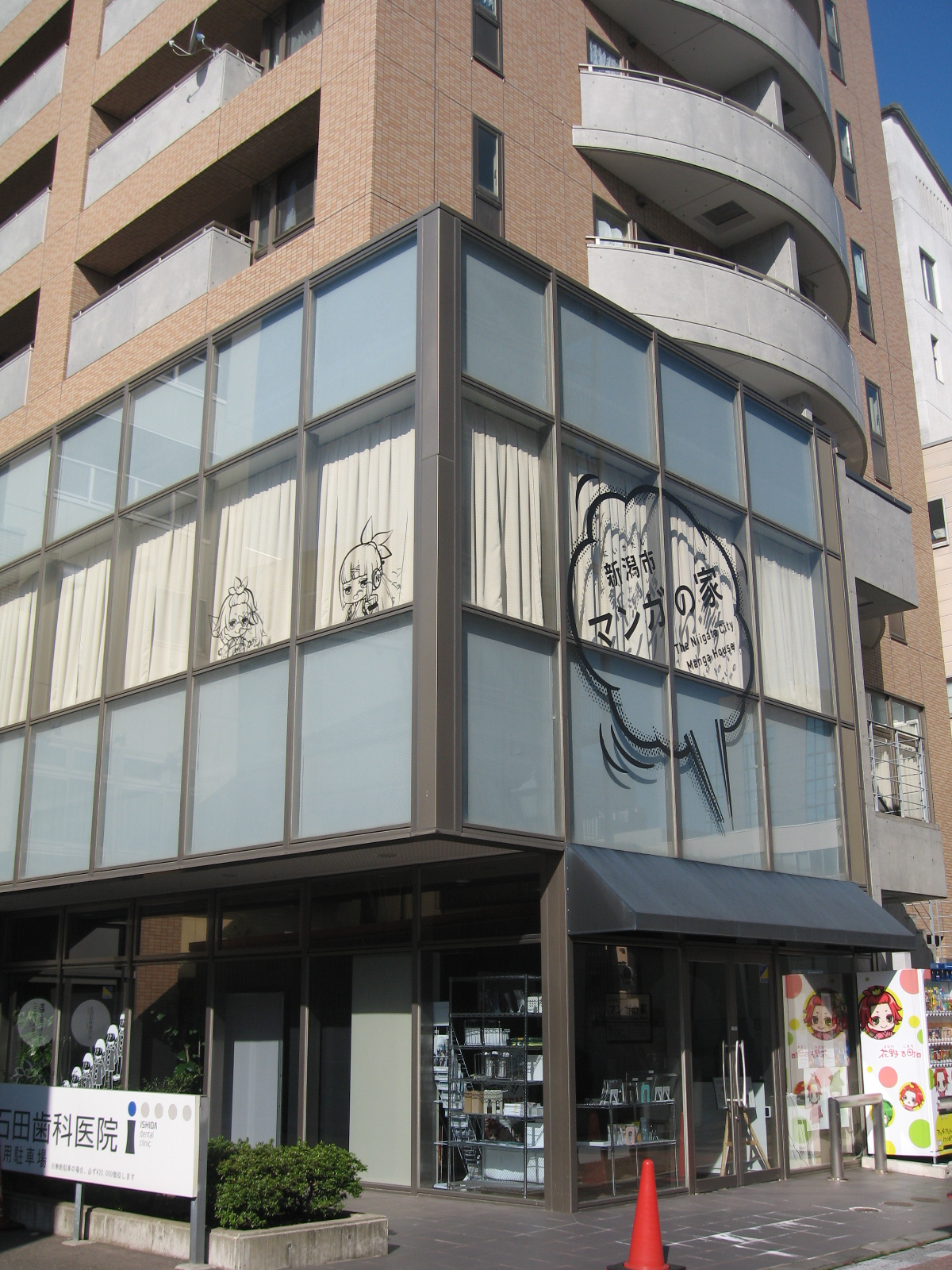
新潟市マンガの家

東堀通・東堀前通
- 第四北越銀行本店
- 新潟中郵便局
- ゴールデンピッグス（旧NIIGATA CLUB JUNK BOX）
- NTTプラザビル

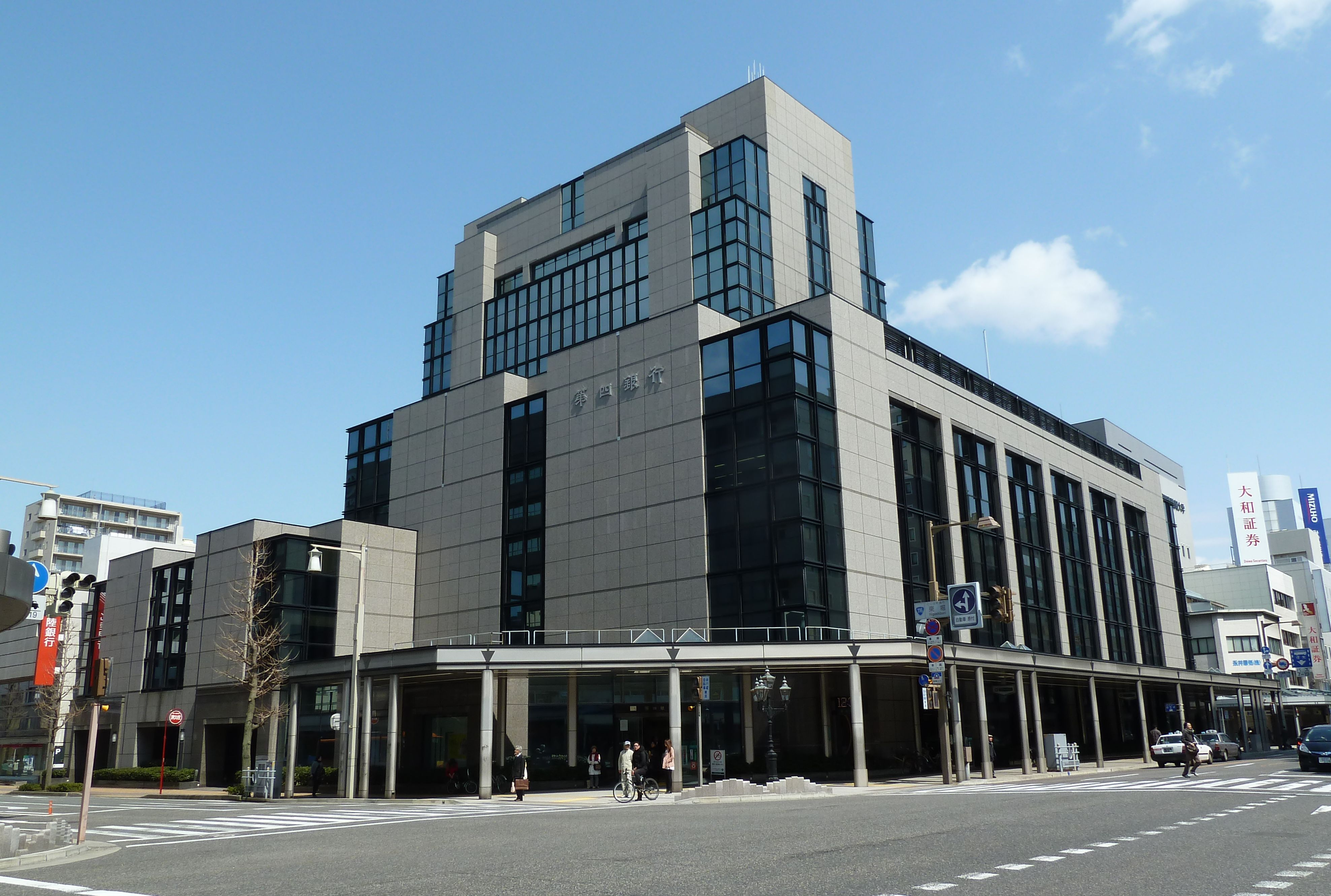
第四北越銀行本店
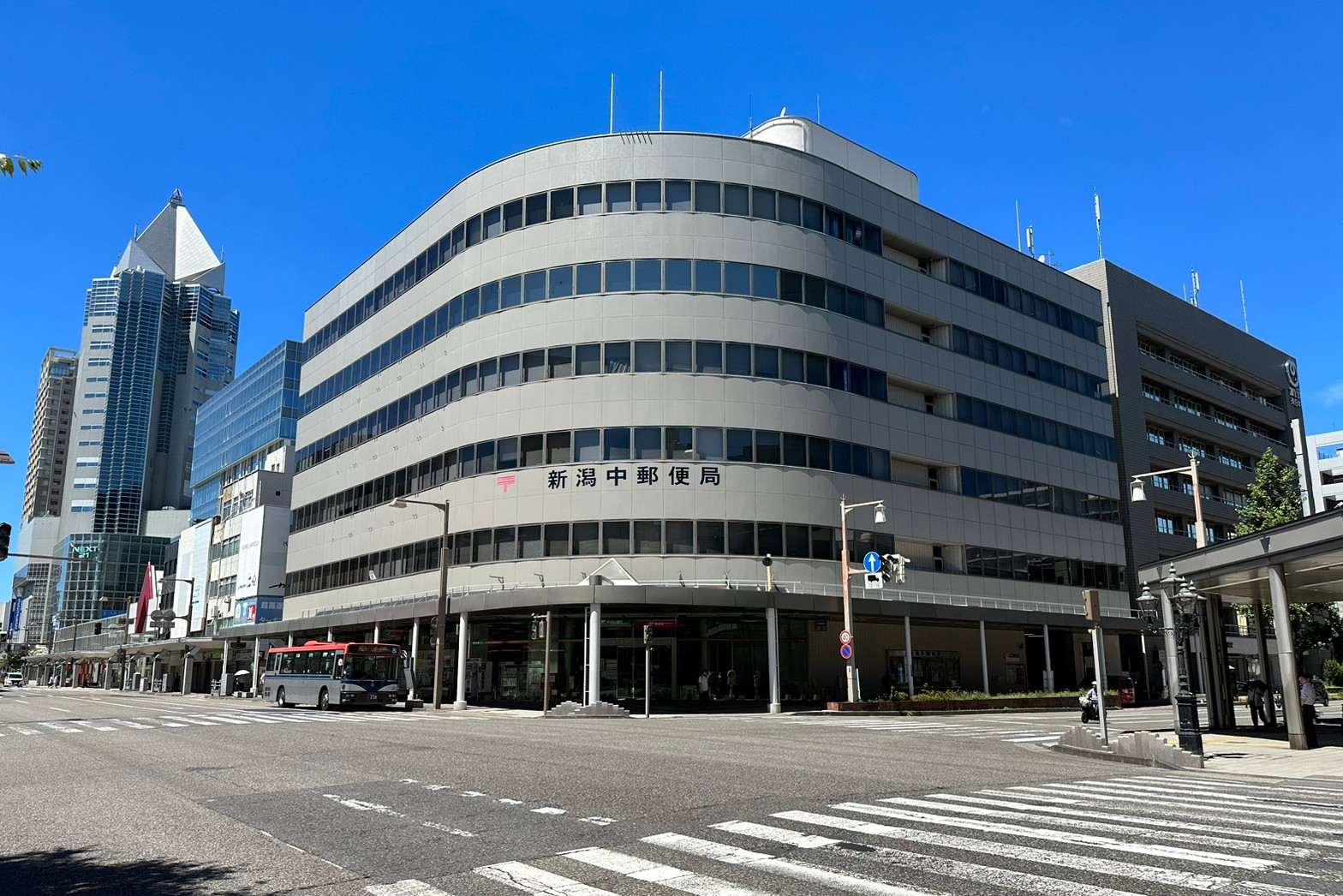
新潟中郵便局

本町通
- 本町三郵便局
- ぷらっと本町
- 人情横丁
- CiiNA CiiNA 丸大新潟（旧：イトーヨーカドー丸大新潟店）

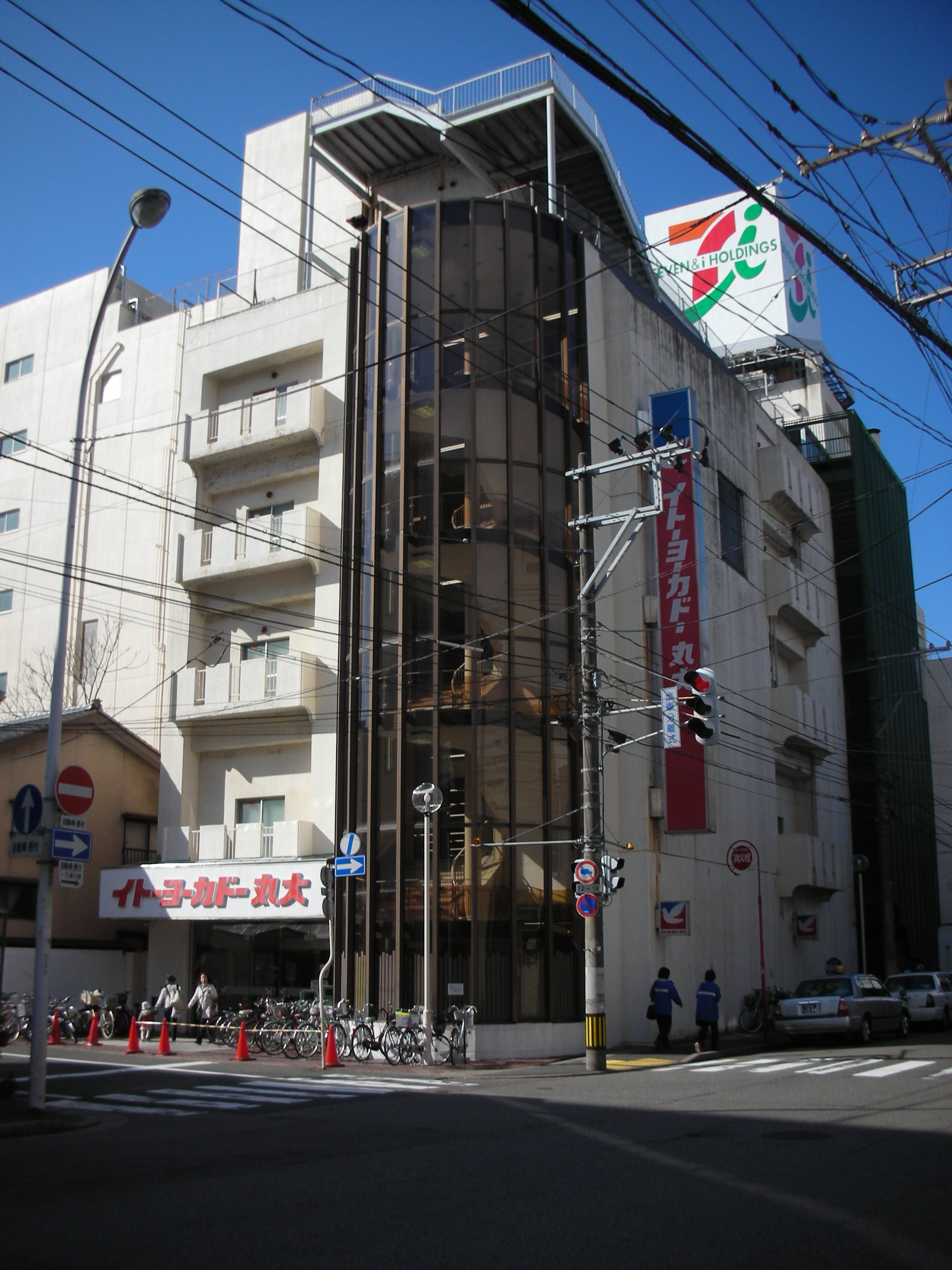
旧イトーヨーカドー丸大

### 教育機関
- 新潟県立新潟中央高等学校

### 過去に存在した施設
- 長崎屋新潟店（1981年閉店）[47]
- 緑屋新潟店（1990年閉店）[47]
- カミーノ古町（2001年閉店）
- イチムラ新潟店（1980年閉店）→新潟ウィズ（2010年閉店）[47]
- 北光社（2010年閉店）
- 新潟大和（2010年閉店）
- ラフォーレ原宿・新潟（NEXT21内、2016年閉店）
- 新潟三越（2020年閉店）
- 西堀ローサ（2025年閉店）

## イベント
- 古町どんどん（5・10月）
- にいがた冬食の陣 当日座
- がたふぇす

## 交通

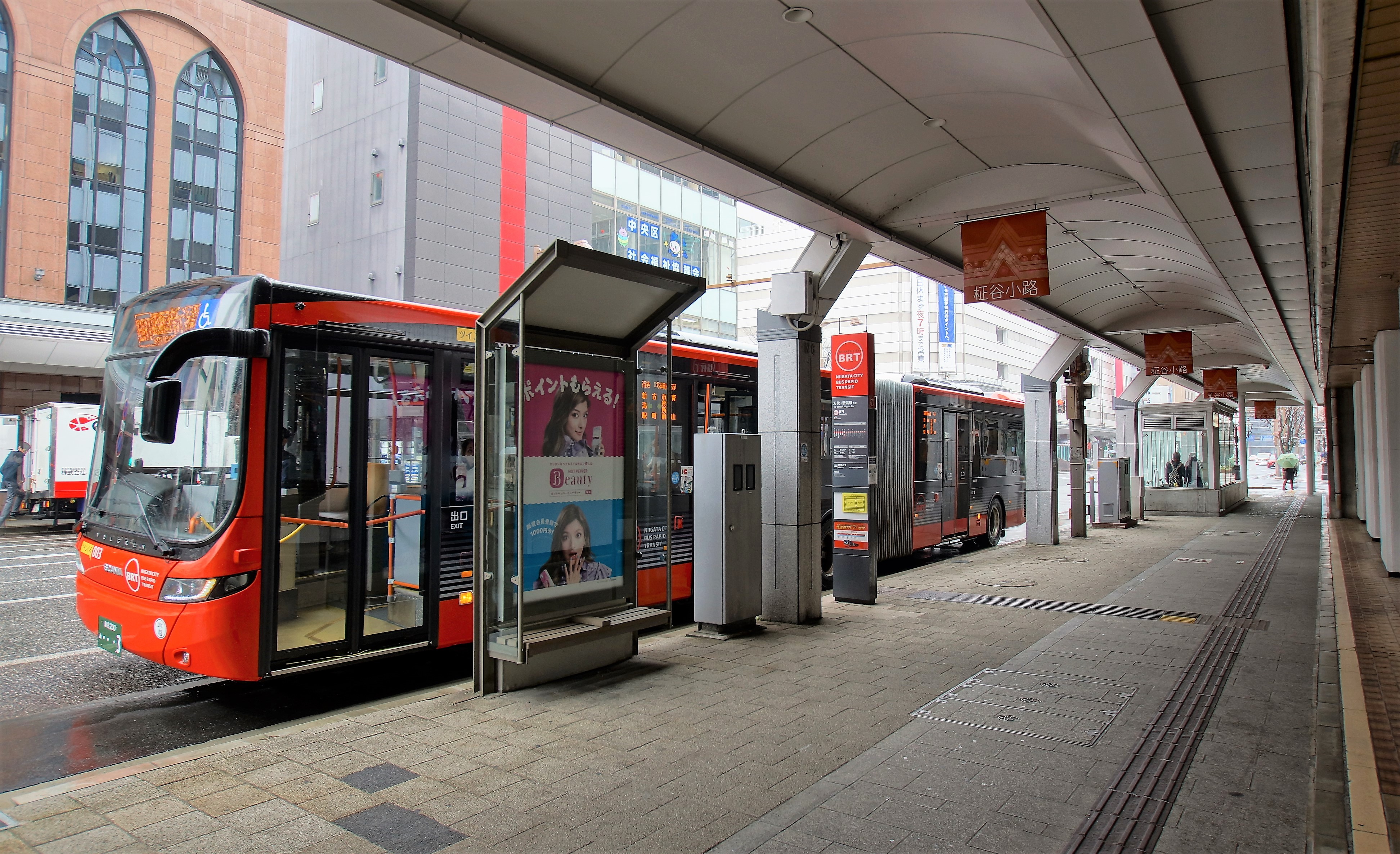
「古町」バス停（2017年3月）

### 公共交通
古町エリアの最寄り駅は新潟駅または白山駅となっており、両駅から「萬代橋ライン」により結ばれている。
萬代橋ラインの停留所は、柾谷小路沿いの「本町」または「古町」が利用できるほか、白山神社寄り（カミフルなど）は「市役所前」が近い場合もある。
このほか、本数はさほど多くないが西堀通および東堀通にはC4 東堀通線、C5 西堀通線、C6 八千代橋線などが走っている。新潟市観光循環バスの停留所も設けられている。
2015年の萬代橋ライン・にいがた新バスシステム開業前は現在とは大きく異なる運行形態がとられており、各方面からの郊外線の終点となるバス停が多数設けられていた。そのため郊外からの直接アクセスがしやすい反面、バス渋滞や、大量の系統が乗り入れてどれに乗ればいいのかわからないという現象も起こしていた。
また、古町バス停は県内高速バス（ときライナー）の停留所である。

### くるまでふるまち
古町エリアの約150の店舗において、買い物金額に応じて無料駐車券を配布するサービスが実施されている。対応駐車場は約4,000台分ある。
2011年12月1日から、長年使用されてきた本町・古町共通駐車券（紙券）が磁気カードに変更となり、提携の無人コインパーキングでも容易に使用できるようになった。紙券だと一部の駐車場では使用不可、または管理事務所の営業時間中に行きその駐車場の無料券に交換または認証をする必要があった。

### 自転車

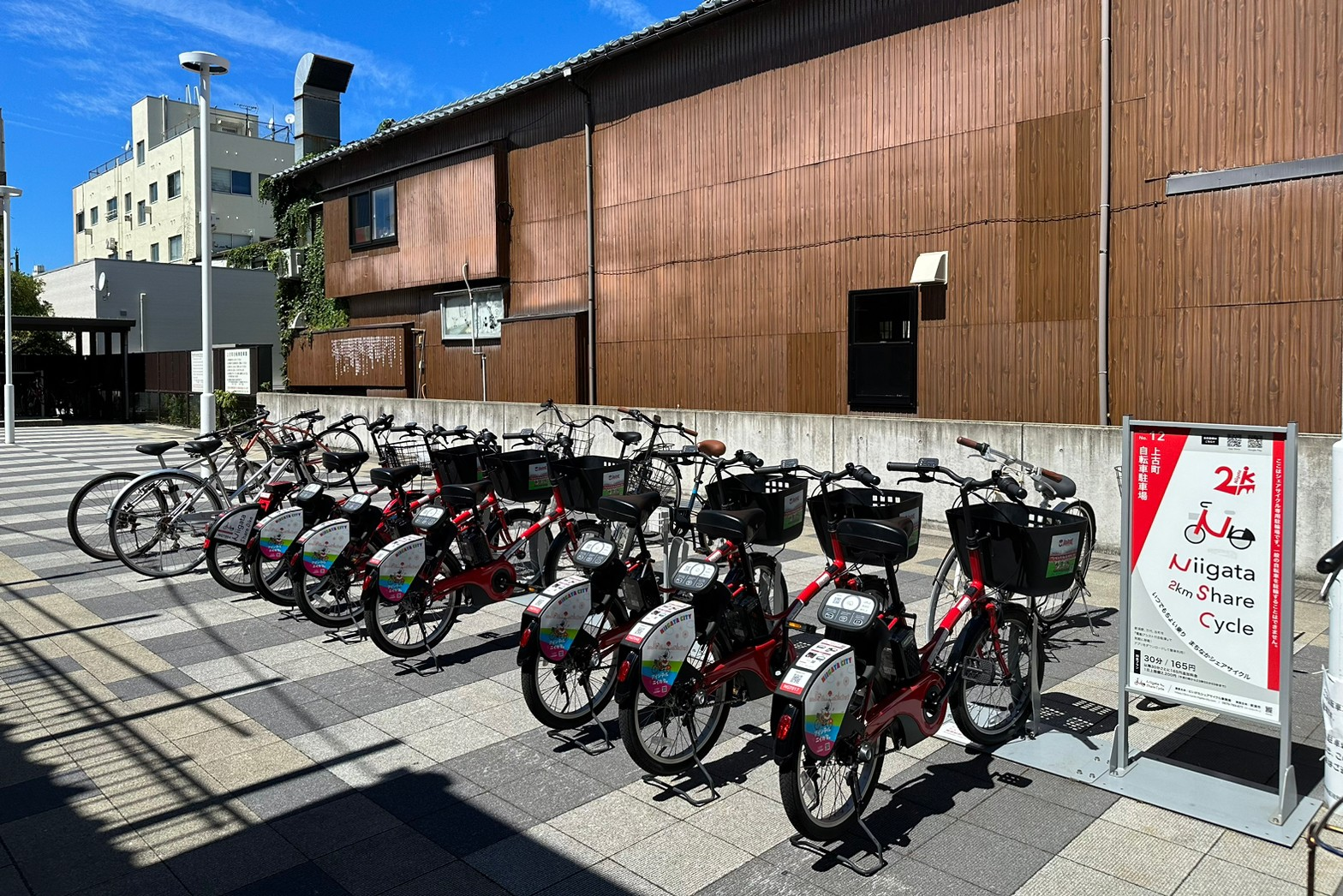
上古町商店街に設置されたドコモ・バイクシェア（2023年8月）

2010年代前後に駐輪場の整備が推進され、2019年3月現在では市によって以下の無料駐輪場が設けられている。
- 上古町自転車駐車場（約155台）
- 東堀前通自転車等駐車場（約168台）
- 西堀通自転車駐車場（約700台、深夜は閉鎖）
- 古町通5番町自転車駐車場（約132台）

その他5箇所
また、レンタサイクルのサービスとして、放置自転車を活用した格安の「にいがたレンタサイクル」やスポーツ自転車に乗れる「スマートクルーズ」が実施されており、古町エリアにおいてもいくつか貸出・返却所が設けられている。